# Amazilia
Amazilia là một chi chim trong họ Trochilidae.

## Hình ảnh

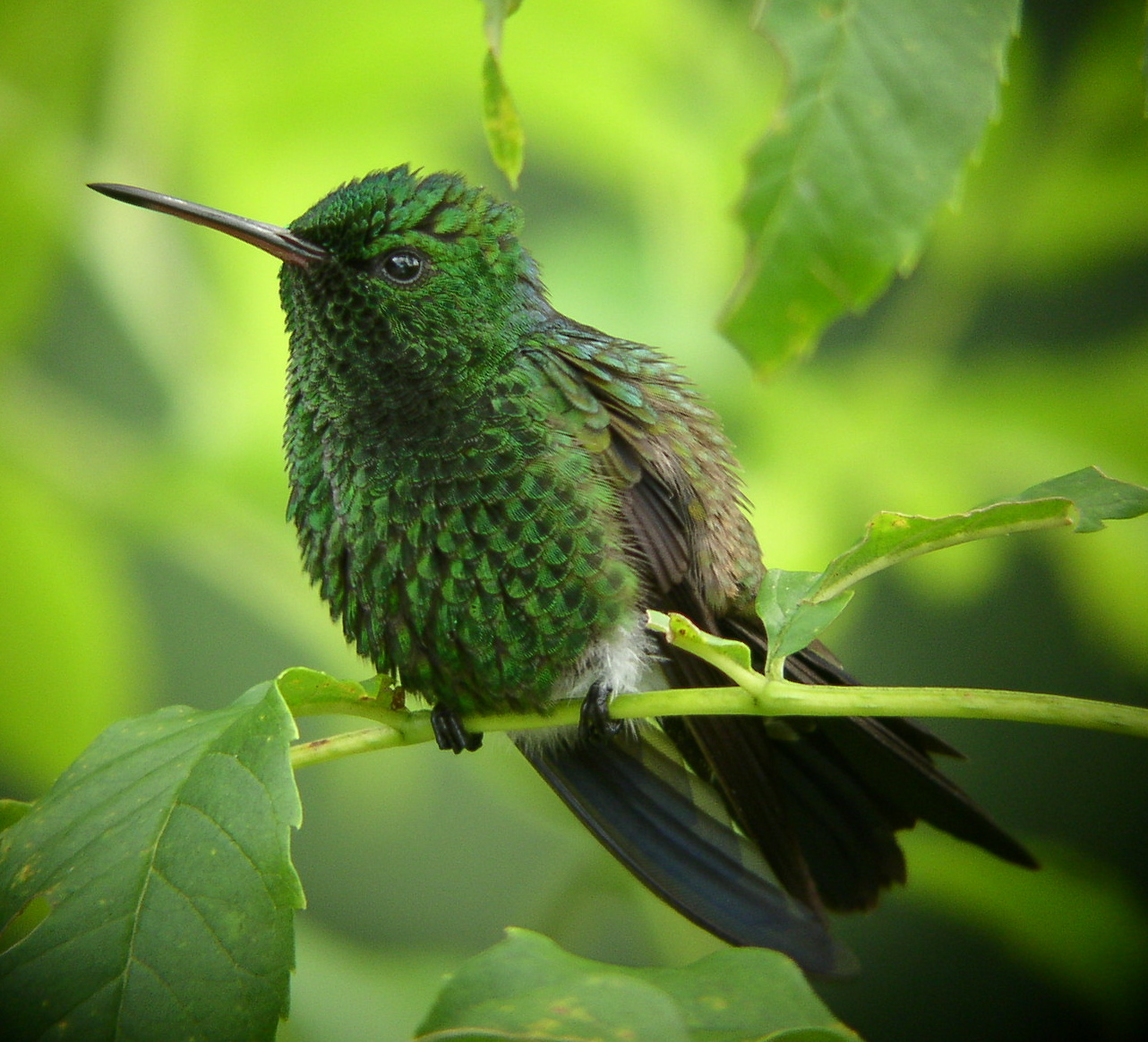
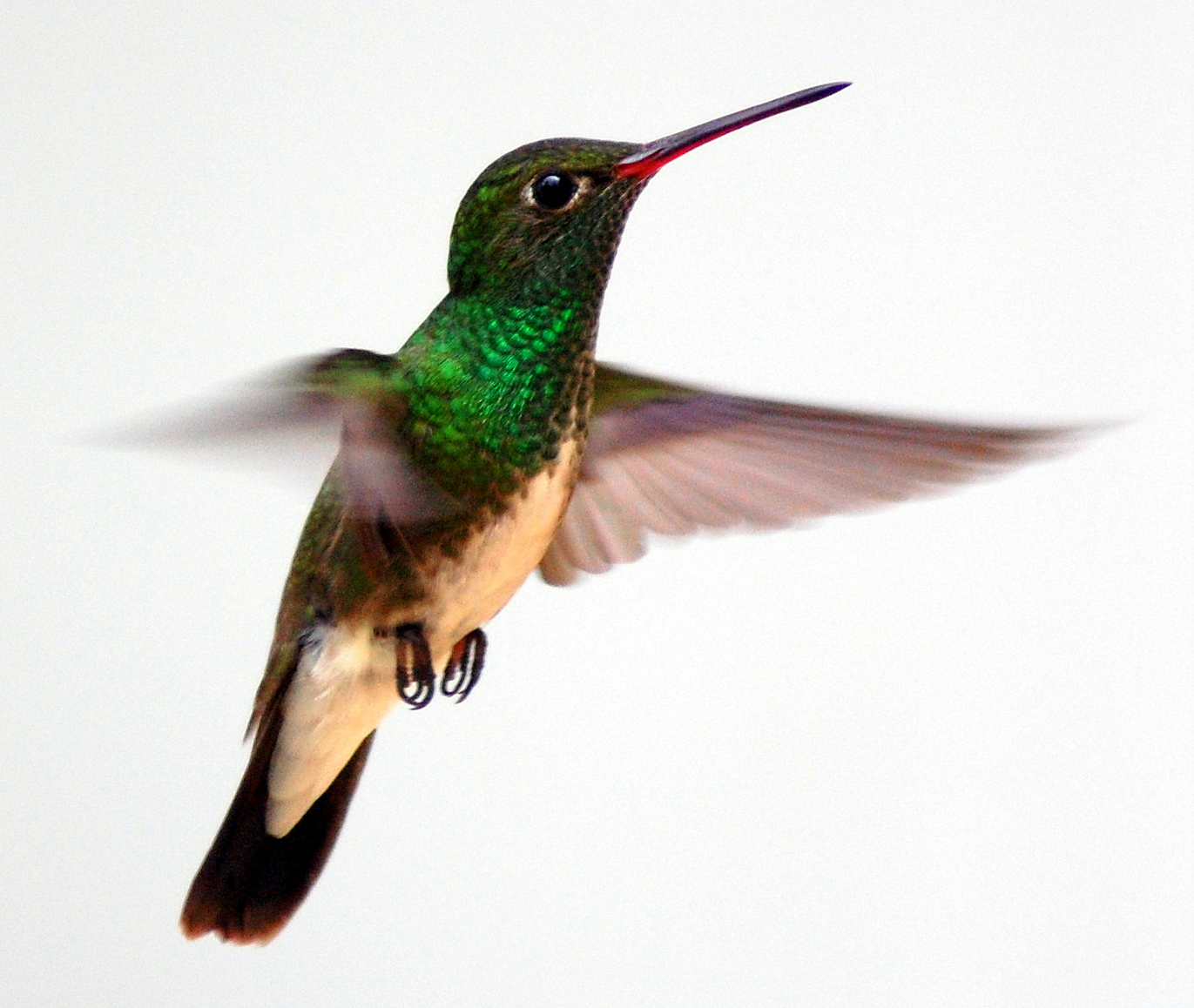
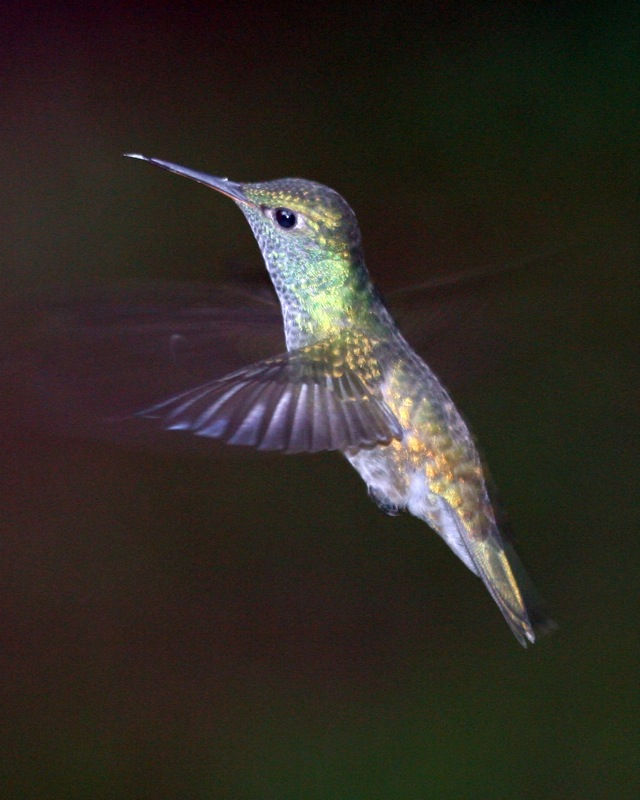
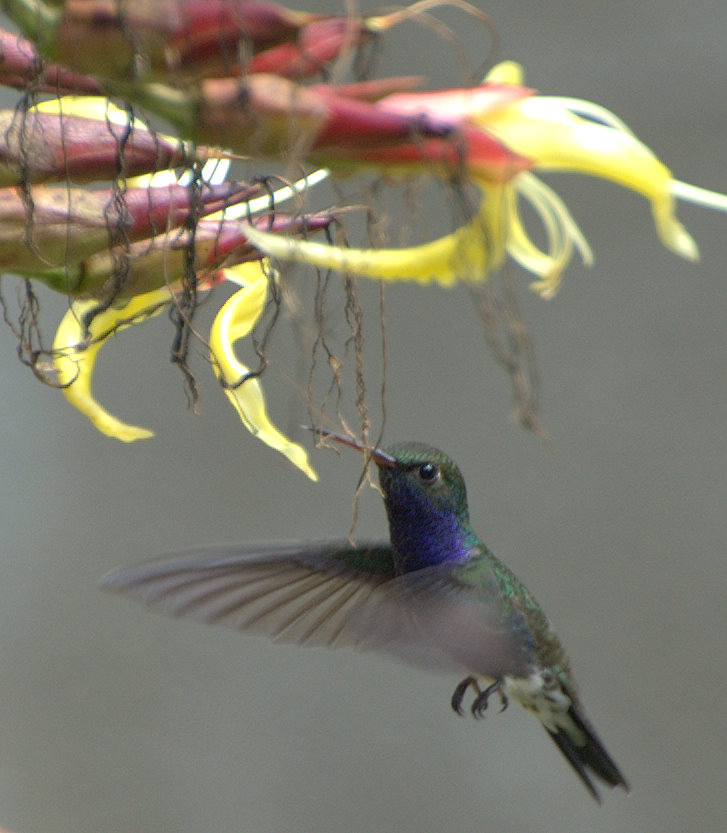
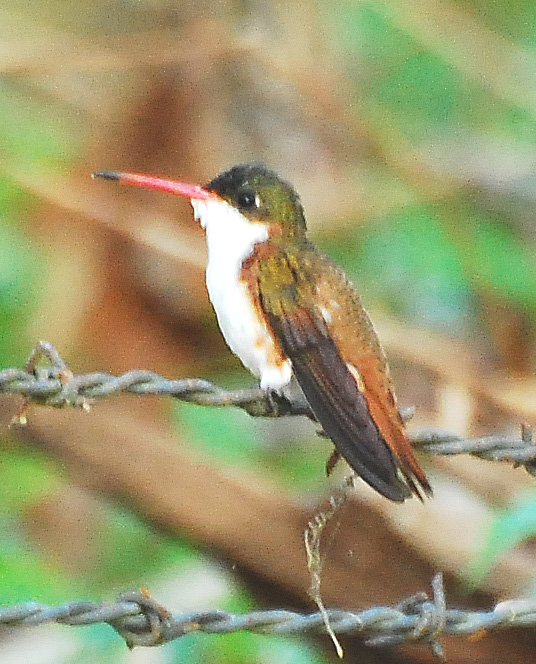
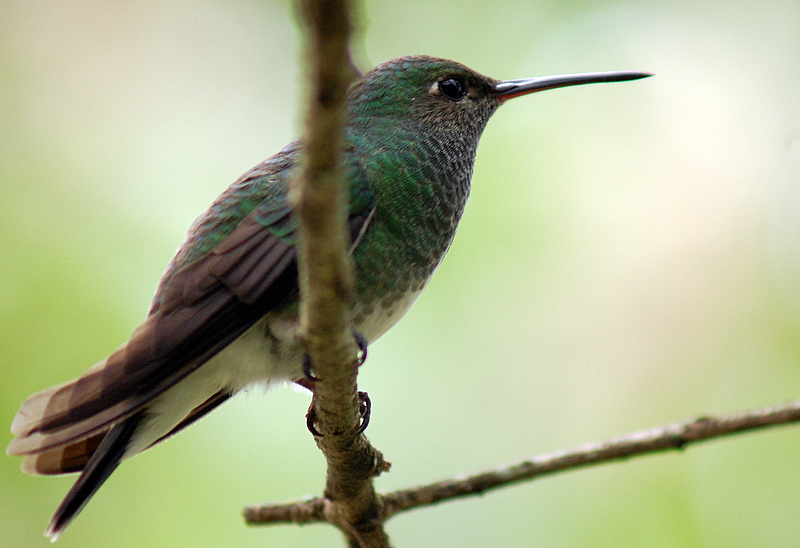
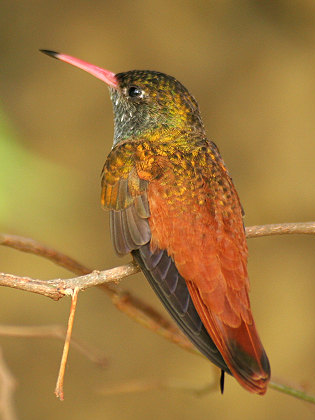

## Các loài
Chi này gồm 5 loài:
- Amazilia tzacatl
- Amazilia yucatanensis
- Amazilia rutila
- Amazilia boucardi
- Amazilia luciae